# Arcidiecéze Pescara-Penne
Arcidiecéze Pescara-Penne (latinsky Archidioecesis Piscariensis-Pinnensis) je římskokatolická metropolitní arcidiecéze v italské oblasti Abruzzo, která tvoří součást Církevní oblasti Abruzzo-Molise. V jejím čele stojí arcibiskup Tommaso Valentinetti, jmenovaný papežem Benediktem XVI. v roce 2005.

## Stručná historie
Diecéze v Penne vznikla zřejmě v 5. století, i když tradice mluví o jednom ze 72 učedníků Páně, sv. Patrasovi, který ji založil již v 1. století. Roku 1252 byla diecéze Penne sloučena aeque principaliter s diecézí Atri a toto spojení trvalo až do roku 1949. S výjimkou let 1521–1536 (kdy byla podřízena metropolitovi v Chieti) byla bezprostředně podřízena Svatému Stolci. V roce 1927 byla založena provincie Pescara, v důsledku čehož papež Pius XII. v roce 1949 rozloučil spojení s diecézí Atri (spojenou s diecézí Teramo), sídlo diecéze bylo přeneseno do Pescary, katedrálou se stal nově vybudovaný kostel sv. Cettea v Pescaře (vybudovaný jako „Chrám národního smíření“ v letech 1933–1939) a diecéze nazvána Pescara-Penne. Roku 1982 byla povýšena na metropolitní arcidiecézi.